# Vanuatu na Mistrzostwach Świata w Lekkoatletyce 2013
Vanuatu na Mistrzostwach Świata w Lekkoatletyce 2013 – reprezentacja Vanuatu podczas mistrzostw świata w Moskwie liczyła 1 zawodnika, który nie zdobył medalu.

## Występy reprezentantów Vanuatu
| Konkurencja            | Zawodnik        | Preeliminacje | Preeliminacje | Eliminacje | Eliminacje | Półfinał | Półfinał | Finał    | Finał   |
| Konkurencja            | Zawodnik        | Rezultat      | Pozycja       | Rezultat   | Pozycja    | Rezultat | Pozycja  | Rezultat | Pozycja |
| ---------------------- | --------------- | ------------- | ------------- | ---------- | ---------- | -------- | -------- | -------- | ------- |
| Bieg na 100 m mężczyzn | Daniel Philimon | 11,53         | 23.           | NQ         | NQ         | NQ       | NQ       | NQ       | NQ      |